# Per Pugholm Olsen
Per Pugholm Olsen (født 12. marts 1964 i Hobro) er en dansk officer i Flyvevåbnet, der er generalløjtnant og koncernstyringsdirektør i Forsvarsministeriets departement. Før dette fungerede han som Danmarks militære repræsentant ved NATO.

## Uddannelse og karriere
Olsen tog 1983-85 reserveofficersuddannelse på Flyvevåbnets Sergent- og Reserveofficersskole, blev 1984 løjtnant af reserven, gennemførte 1985-88 officersgrunduddannelsen på Flyvevåbnets Officersskole og blev premierløjtnant. Han tog 1991 Stabskursus I på Forsvarsakademiet, 1991-92 Videreuddannelsestrin I/L på Flyvevåbnets Officersskole og 1994-95 Stabskursus II på Forsvarsakademiet. Olsen avancerede 1992 til kaptajn, blev 1995 major, 1998 oberstløjtnant og var 2001-02 ved Air War College, Alabama, USA, og blev Master of Strategic Study, Air University og samme år oberst. 2005 blev han udnævnt til midlertidig brigadegeneral og 2008 til generalmajor. 2008-10 var han chef for Forsvarsstabens Planlægnings- og Driftsstab og fra 2010 chef for Forsvarsstabens Planlægningsstab. 2011-2014 chef for Forsvarets Materieltjeneste. I februar 2017 tiltrådte han stillingen som koncernstyringsdirektør i Forsvarsministeriets departement. Han er medlem af VL-gruppe 70.
Per Pugholm Olsen blev den 10. december 2019 fritaget for tjeneste efter skandalen om regnskabsrod og mulig svindel i Forsvarsministeriets Ejendomsstyrelse af forsvarsminister Trine Bramsen. Dette skete fire dage efter, at statsrevisorerne rettede en sønderlemmende kritik af styrelsen. Statsrevisorerne udtalte sig på baggrund af en undersøgelse fra Rigsrevisionen. Ifølge forsvarministeren havde Per Pugholm Olsen 'en stor rolle for, at sagen ikke blev fanget tidligere'.

## Øvrige funktioner
1988-1991 var Olsen Tactical Control Officer ved HAWK Eskadrille 542, 1992-94 stabsofficer ved Flyvertaktisk Kommandos Udviklingssektion, 1995-96 eskadrillechef for HAWK Eskadrille 533, 1996-98 sektionschef i Flyvertaktisk Kommandos Udviklingssektion, 1998-2001 afdelingschef ved Flyvertaktisk Kommandos Planlægningsafdeling, 2002-04 afdelingschef i Forsvarskommandoens Udviklingsafdeling, 2004-05 stabschef ved Flyvertaktisk Kommando, 2005-06 Deputy Commander, Coalition Military Assistance Training, Team (CMATT), Multinational Security Transition Command – Iraq (MNSTC-I), Bagdad og 2006-08 stabschef ved Flyvertaktisk Kommando.
Olsen er gift med reklametegner Helene Rynkeby Aabo.

## Dekorationer
- Kommandør af Dannebrogordenen (siden 1. oktober 2012)
- Forsvarets Medalje
- Hæderstegnet for god tjeneste ved Flyvevåbnet, 25 år.
- Reserveofficersforeningen i Danmarks Hæderstegn
- Legion of Merit, Officer